# هيلاري بيلي
هيلاري بيلي (بالإنجليزية: Hilary Bailey)‏ (1936، لندن في المملكة المتحدة - 19 يناير 2017، لندن في المملكة المتحدة)؛ ناقدة، كاتِبة، صحفية وروائية بريطانية.